# St. Martin (Siersburg)

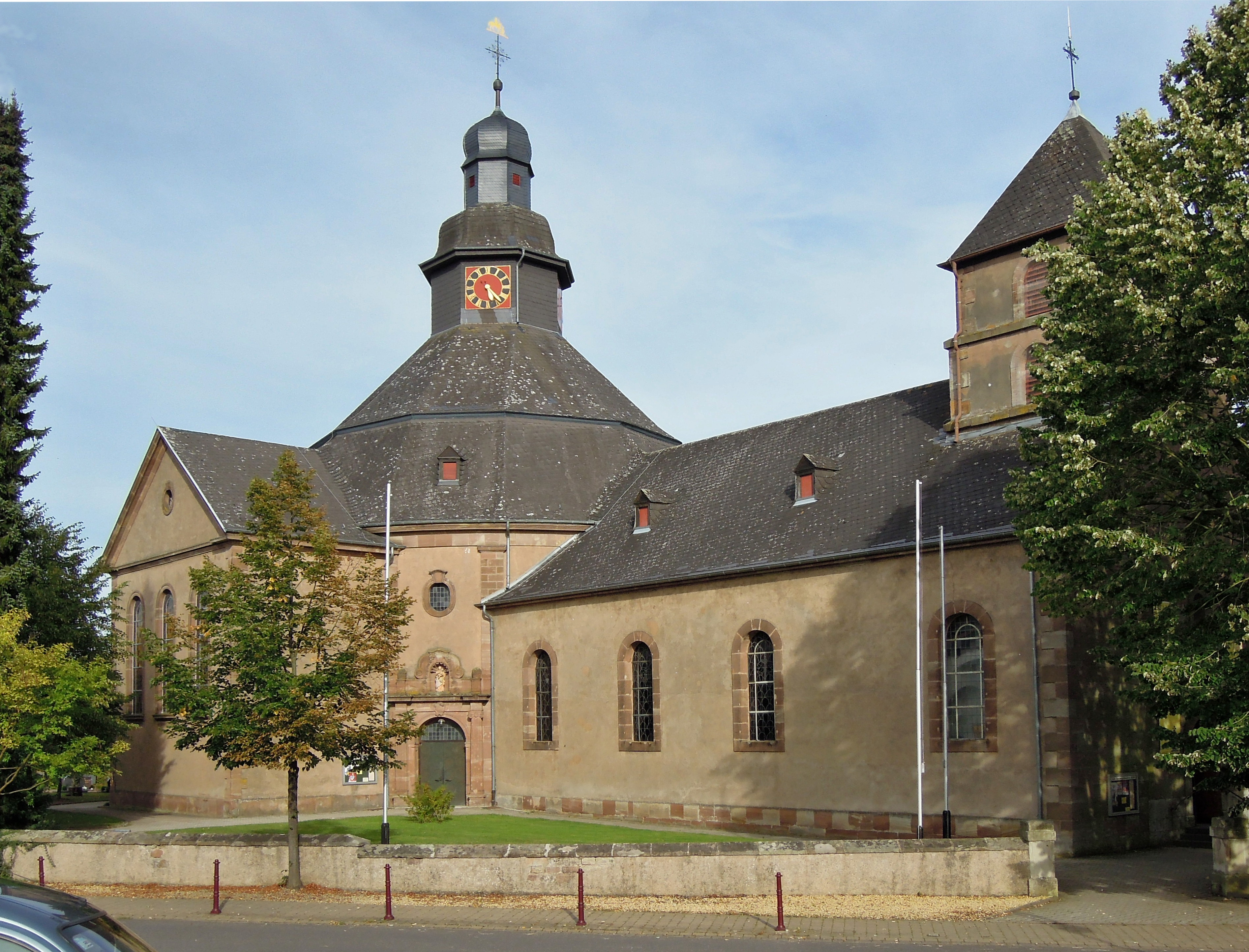
Die katholische Pfarrkirche St. Martin in Siersburg-Itzbach

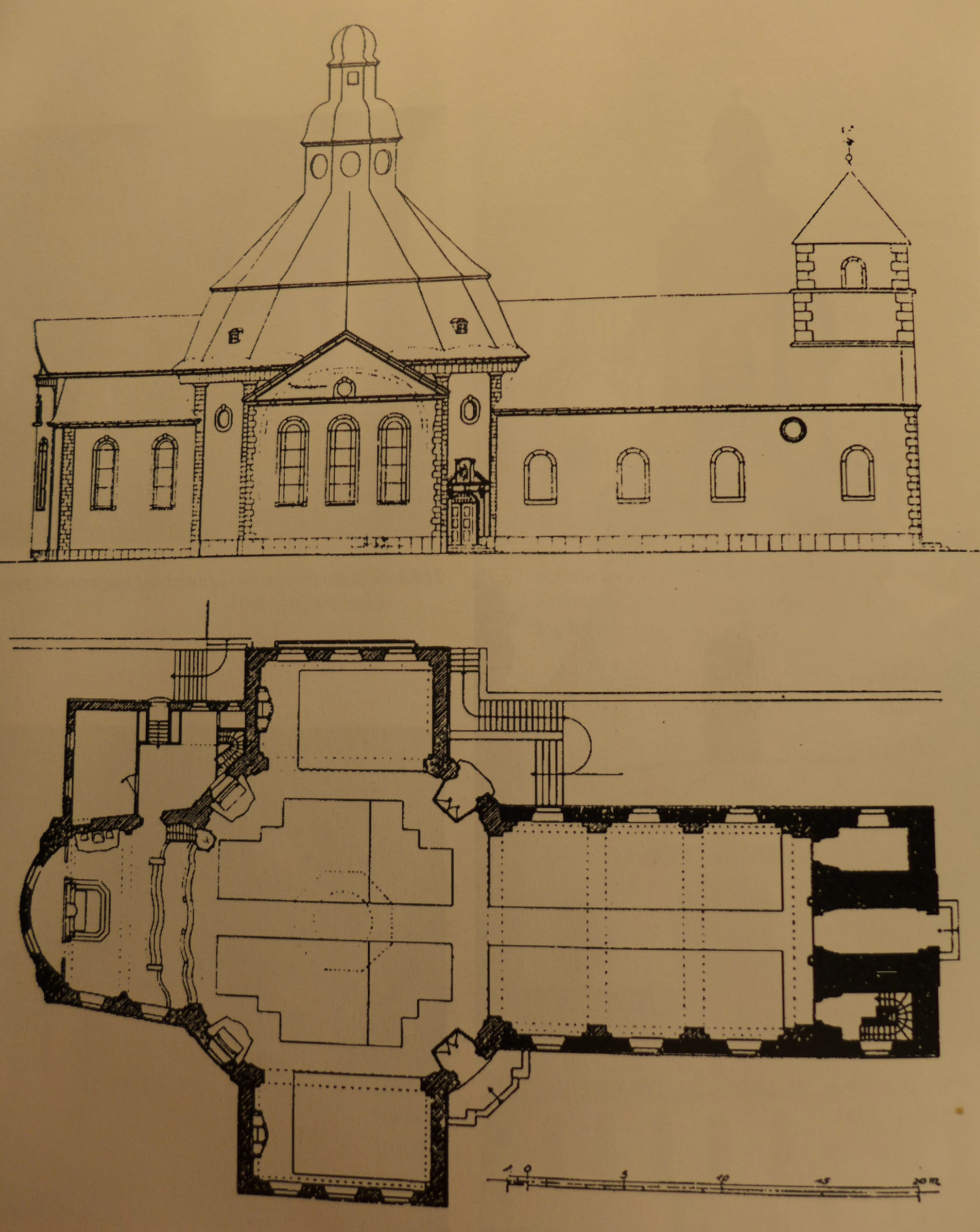
St. Martin in Siersburg-Itzbach, Ausführungsentwurf von Peter Marx

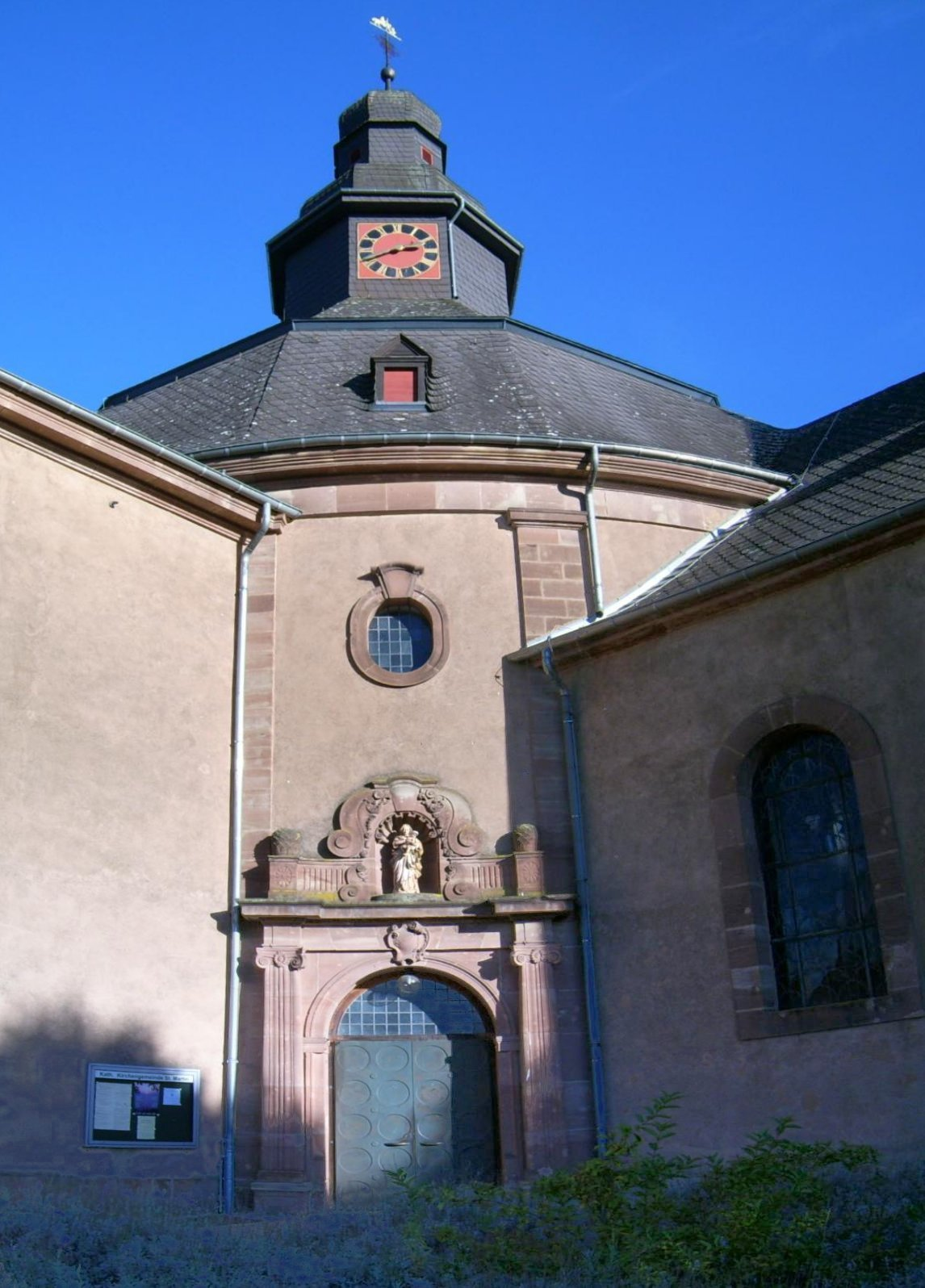
St. Martin, Siersburg-Itzbach, Josefsportal

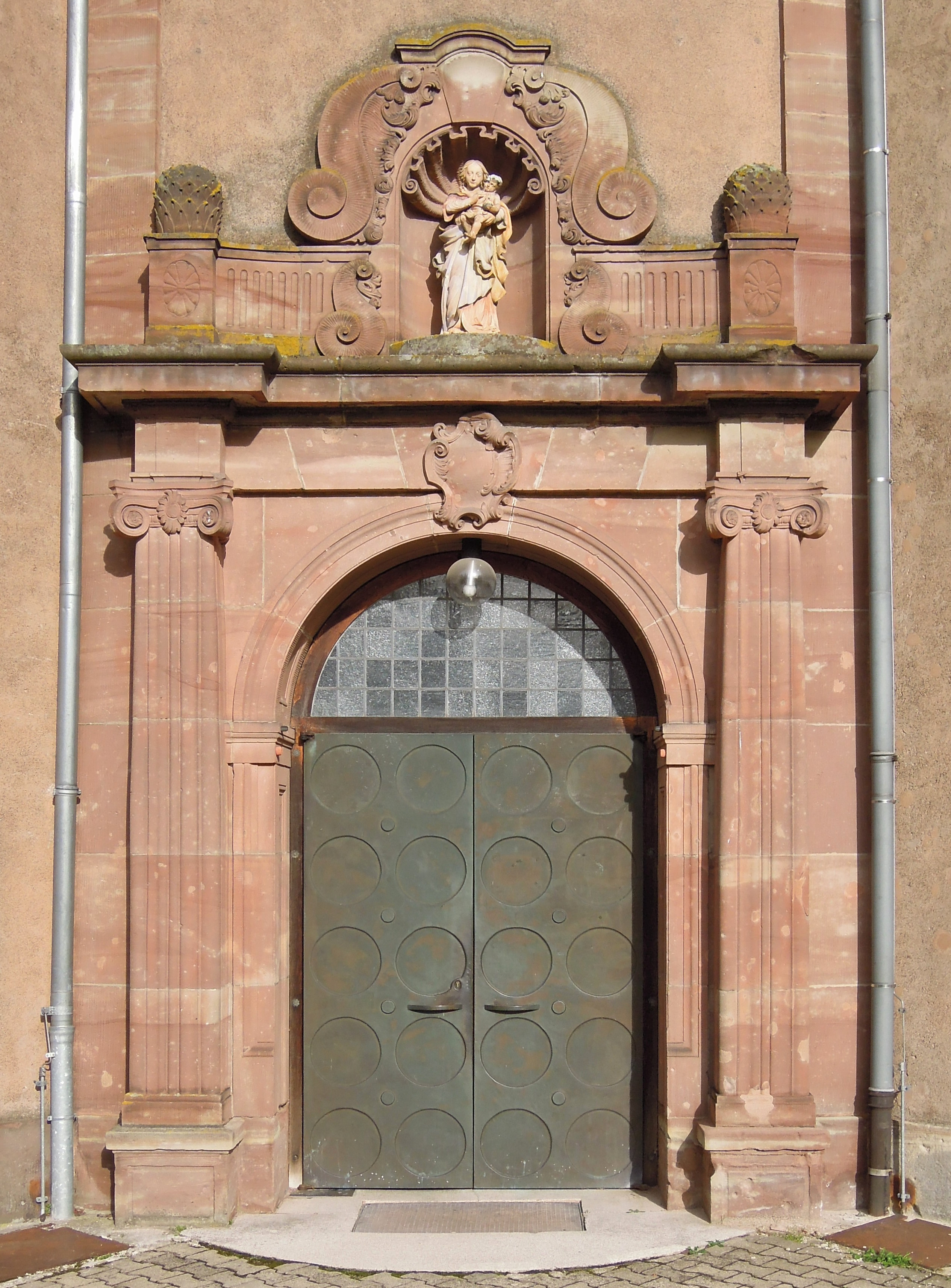
St. Martin, Siersburg-Itzbach, Marienportal

Die Kirche St. Martin ist eine römisch-katholische Pfarrkirche in Itzbach (seit 1937 Siersburg), einem Ortsteil der saarländischen Großgemeinde Rehlingen-Siersburg im Landkreis Saarlouis. Kirchenpatron ist der heilige Martin von Tours. In der Denkmalliste des Saarlandes ist die Kirche als Einzeldenkmal aufgeführt
Seit 2017 befindet sich neben der Kirche die Gedenkstätte Siersburg, die an die Deportation von 1940 der letzten Jüdinnen und Juden aus Rehlingen-Siersburg in das Internierungslager Gurs erinnert.

## Geschichte
Die Pfarrei Itzbach taucht erstmals quellenmäßig in einem Dekret des Trierer Erzbischofs Albero von Montreuil (1131–1152) auf, indem die Pfarrei „Idespach“ zusammen mit 76 anderen Pfarreien der Saargegend verpflichtet wird, alljährlich an Palmsonntag zum Grab des heiligen Liutwin in die Abtei Mettlach an der Saar zu wallfahren, wie dies schon zur Zeit von Erzbischof Ruotbert von Trier im 10. Jahrhundert gängige Praxis gewesen sei. Im Jahr 1232 wurde Itzbach der Benediktiner-Abtei zum Heiligen Kreuz im nahe gelegenen Busendorf inkorporiert, der ältesten Grablege der herzoglichen Dynastie Lothringen (heutige Dynastie Habsburg-Lothringen). Durch diese Eingliederung erhielt der Busendorfer Abt unter anderem die Berechtigung, den Pfarrer für Itzbach vorzuschlagen, den der Trierer Bischof dann bestätigte. Die Pfarrangehörigen waren der Abtei Heilig-Kreuz in Busendorf zur Abgabe des Zehnten verpflichtet, die ein Drittel davon an den Pfarrer überwies.
Im 16. Jahrhundert kam es aus unüberlieferten Gründen zum Einsturz der Kirche. Aus Geldmangel konnte man das Kirchengebäude nicht wieder errichten und war so gezwungen, die Gottesdienste in der Rehlinger Nikolaus-Kapelle und in der Siersdorfer St. Willibrord-Kapelle abzuhalten.
Bei einer Pfarrvisitation im Jahr 1657 wird Itzbach als Pfarrort ohne eigene Kirche erwähnt und anlässlich einer Visitation im Jahr 1680 wird angeordnet, dass in Siersdorf wenigstens an jedem dritten Sonntag eine heilige Messe abzuhalten sei. Durch die verheerenden Wirren des Dreißigjährigen Krieges war die Pfarrei auf 12 Haushaltungen mit insgesamt nur noch 72 Personen zusammengeschmolzen.
Im 18. Jahrhundert bemühten sich die Itzbacher in langen Verhandlungen mit der Abtei Heilig-Kreuz in Busendorf um die Neuerrichtung einer eigenen Pfarrkirche. Die Verhandlungen hatten Erfolg und im Jahr 1758 wurde durch die Abtei ein kleines Gotteshaus mit zugehörigem Pfarrhaus in Itzbach errichtet. Der Neubau war wie der Vorgängerbau dem heiligen Martin von Tours geweiht. Die Nachbargemeinde Rehlingen wollte allerdings weiterhin den Pfarrsitz behalten und so konnte erst im Jahr 1760 durchgesetzt werden, dass Rehlingen die Tauf- und Pfarrrechte an Itzbach übertrug. Das neue Kirchengebäude war eine kleine dreiachsige barocke Saalkirche mit quadratischem Chor, Westvorhalle und Westturm mit Pyramidendach. Der Innenraum war flach gedeckt.
In der Französischen Revolution leistete der aus dem Nachbardorf Pachten stammende Pfarrer Matthias Kieffer dem Revolutionsregime zwar den Eid, bemühte sich allerdings erfolgreich um die Erhaltung des Itzbacher Pfarrhauses und des zugehörigen Geländes, als dieses aufgrund der Bestimmungen der Revolutionsorgane in Diedenhofen öffentlich versteigert werden sollten. Später entsagte er dem Priesterstand und heiratete Susanna Mark. Er besaß ein eigenes Haus in Siersdorf und war bis zum Jahr 1824 Bürgermeister der Orte Siersdorf, Büren, Itzbach und Oberlimberg. Kieffer starb in Siersdorf im Jahr 1840.
Durch die Neuordnungen unter dem Kaisertum Napoleons wurde die Pfarrei Itzbach als Hilfpfarrei im Kanton Rehlingen dem Bistum Metz zugeordnet und kam erst mit der Bulle des Papstes Pius VII. De salute animarum (lat.: Über das Heil der Seelen) vom 16. Juli 1821 im Rahmen der Neuumschreibung der katholischen Diözesen in Deutschland nach dem Wiener Kongress an das rangerniedrigte Bistum Trier. Da der Wiener Kongress (1814–1815) keine Klärung der kirchlichen Angelegenheiten gebracht hatte und die Kirchenprovinzen an die innerpreußischen Grenzen angeglichen werden sollten, wurden mit der Zirkumskriptionsbulle die Verhältnisse der katholischen Kirche im Königreich Preußen, zu dem Itzbach im Wiener Kongress gekommen war, neu geregelt.
Mit der Industrialisierung im 19. Jahrhundert und dem Aufschwung der Dillinger Hütte stieg die Einwohnerzahl Itzbachs und seiner Nachbarorte ständig. So wurde auch die alte Kirche von 1758 zu klein und man gründete im Jahr 1900 einen Kirchenbaufonds. Ein erster Entwurf zu einem neuen Kirchengebäude aus dem Jahr 1900 sah vor, den Chor des Altbaues abzutragen und an das alte Schiff ein Querschiff mit neuem Chor anzufügen. Der entwerfende Architekt hierzu ist nicht überliefert. Ab dem Jahr 1902 war der Trierer Architekt Peter Marx mit der Planung beauftragt. Im Folgejahr 1903 wurde die Baumaßnahme durch das Bischöfliche Generalvikariat in Trier genehmigt, wobei man eine gotisierende Architektur und den Neubau des Kirchenschiffes in einer zweiten Bauphase anempfahl. Die Kosten sollen 38.000 Mark nicht überschreiten. Doch dieser Bau kam nicht zur Ausführung.
Es folgte die Ausarbeitung weiterer Projekte, wobei die von Marx im Februar des Jahres 1907 angefertigten Zeichnungen einen kompletten Abriss der barocken Kirche und einen Neubau mit basilikalem Langhaus, Querschiff, Chorflankentürmen, Halbrundchor, eingezogenem Fassadenturm und querschiffartiger Kapelle im Nordwesten vorsah. Die Kirche sollte in einer Mischung aus romanisierenden und barockisierenden Einzelformen errichtet werden.
Im Mai 1908 legte Marx einen neuen Entwurf vor. Die projektierte Itzbacher Kirche sollte nun im neobarocken Stil mit vierjochigem Langhaus, halbrunden Querschiffarmen und halbrundem Chor errichtet werden. Die Westanlage sollte in Haustein als Zweiturmfassade mit drei oktogonalen Freigeschossen ausgebaut werden. Durch die staatlichen Behörden wurde dieser Entwurf als zu ambitioniert und als der dörflichen Umgebung unangemessen abgewiesen. Kreisbaumeister Seidel veränderte daraufhin im Plan die Turmlösung von Marx im Jahr 1910 und entwarf einen romanisierenden blockhaften Westriegel. Doch hier verwarfen die kirchlichen Behörden den Seidelschen Plan. Schließlich setzte sich Peter Marx mit einem neuen, im Jahr 1910 vorgelegten Projekt durch, das sich unter Einbeziehung des älteren Langhauses und der Turmfassade dem ländlichen Charakter des Dorfes Itzbachs anpasste. Der Grundstein zur Kirchenerweiterung wurde am 12. Mai 1912 gelegt. Die feierliche Konsekration fand mitten im Ersten Weltkrieg am 13. Juni 1916 statt. Die barockisierende Bauzier außen und innen erfolgte erst nach dem Krieg in den Jahren 1920 bis 1921 durch den in Mainz-Mombach ansässigen „Königlichen Hofbildhauer“ (seit 1909) und Bauunternehmer Franz Vlasdeck (1859 bis 1933).
Mit Wirkung vom 1. September 2011 bildet das Bistum Trier den Kirchengemeindeverband Siersburg, in dem die folgenden Kirchengemeinden zusammengeschlossen sind: Rehlingen-Siersburg (Siersburg) St. Martin, Rehlingen-Siersburg (Fürweiler) Maria Hilfe der Christen, Rehlingen-Siersburg (Hemmersdorf) St. Konrad u. St. Nikolaus, Rehlingen-Siersburg (Niedaltdorf) St. Rufus.

## Architektur

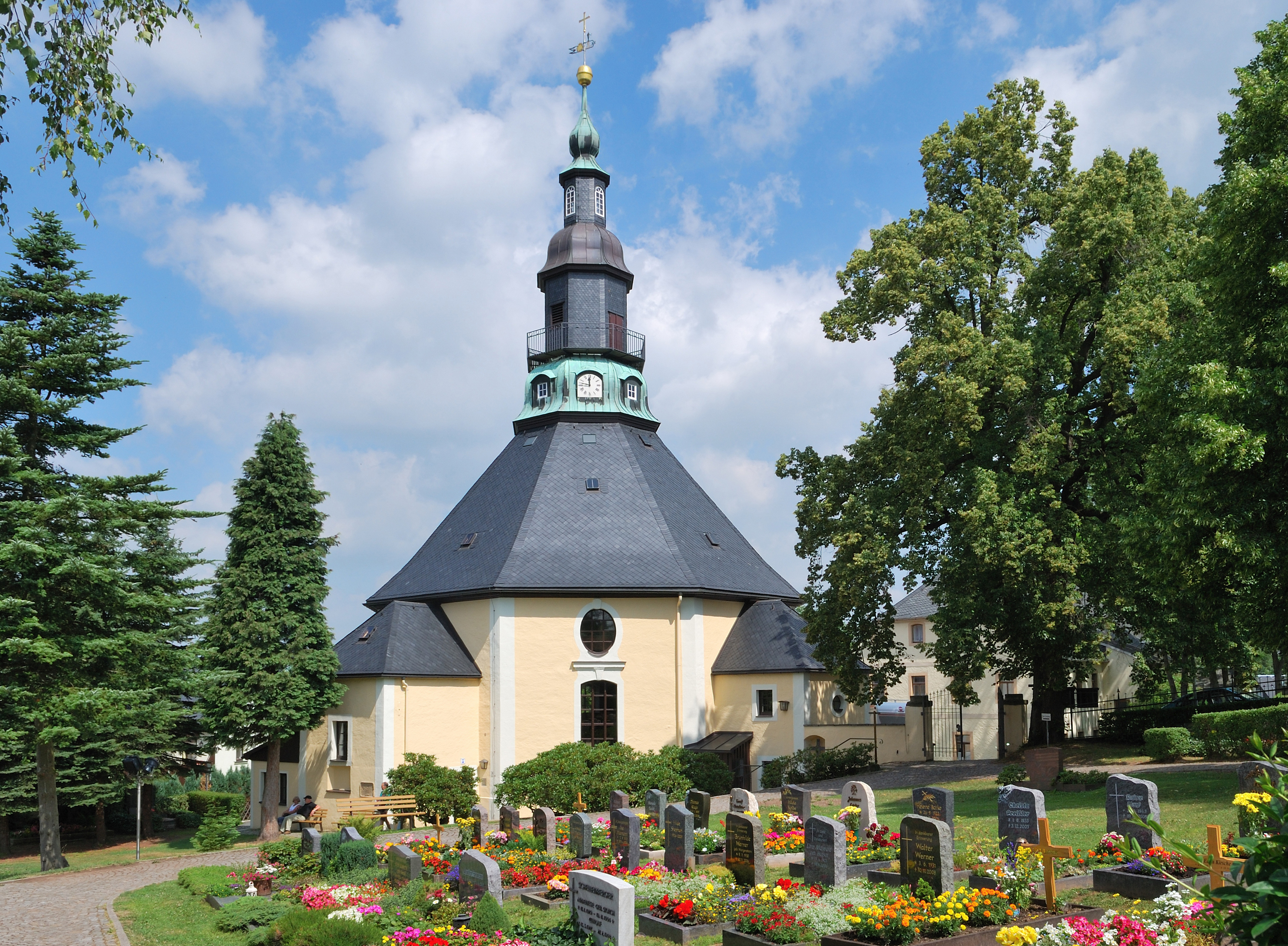
Seiffener Kirche

Die in den Jahren 1912 bis 1913 nach Plänen des Trierer Architekten Peter Marx, der zeitgleich im benachbarten Dillingen den neoromanischen Saardom erbaute, erfolgte neobarocke Erweiterung der Itzbacher Kirche von 1758 schließt sich an das alte Langhaus mit einem großen zentralen Vierungsraum auf oktogonalem Grundriss an. Die abgeschrägten Ecken der Vierung werden durch ionisierende Pilaster geschmückt. Das Kuppelgewölbe ist durch Wandvorlagen in zwölf Felder geteilt, in denen im Relief elf Apostelfiguren (ohne Judas Iskariot) und eine Darstellung Jesu Christi gezeigt werden. Flankierend zur Vierung öffnen sich ausladende Querschiffarme, die höher als das Hauptschiff sind. Der Chorraum verengt sich in der Form eines Trapezes zur Apsis, die als Segmentbogen gestaltet ist. Die räumliche Ausrichtung auf den Zentralraum wird nach außen durch dreieckige Giebelabschlüsse unterstrichen. Bei der Dachgestaltung des oktogonalen Vierungsraumes in Itzbach dürfte sich Architekt Marx an der barocken Seiffener Kirche orientiert haben, die nach einem Plan des in Kreischa bei Dresden ansässigen Christian Gotthelf Reuther (1742–1795) in den Jahren von 1776 bis 1779 im Grundriss eines Oktogons errichtet wurde.
Die Itzbacher Querhausfassaden entsprechen den Querhausfassaden des Trierer Domes, die in den Jahren 1719 bis 1723 durch den Hofbaumeister des Kurfürstentum Trier, Johann Georg Judas, errichtet wurden.
Der geschweifte Giebel der Itzbacher Apsis endet ebenfalls in einem Dreieck, das von der Figur des heiligen Martin gekrönt ist. Über dem Apsisfenster befindet sich ein Relief der Kreuzigungsszene in einfachem rechteckigen Rahmen.
Die Wandgliederung besteht nur aus Eckquaderung und flachen Lisenen. Die Kirchenportale werden von schlichten ionischen Pilastern und Gebälk mit Figurennischen darüber gerahmt. Die barocke Wirkung wird durch die hohen Rundbogenfenster und die kleinen Giebelokuli und Ovalfenster der Rotunde betont.

## Ausstattung

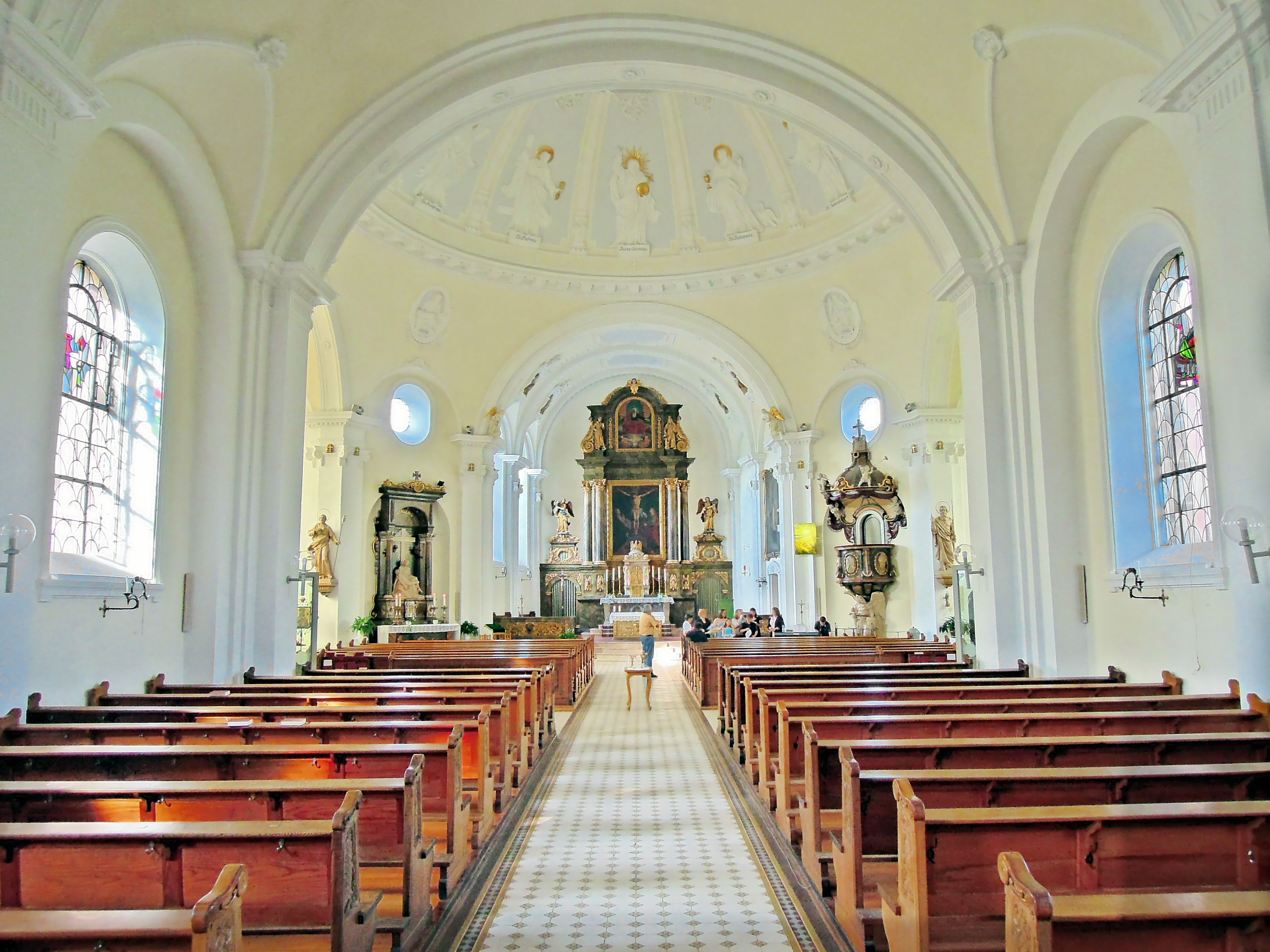
Blick ins Innere der Kirche

Das Innere der Kirche ist mit einer Vielzahl von Bildern und Figuren ausgestattet. Zu den bemerkenswertesten Ausstattungsgegenständen gehören Hochaltar, Kommunionbank, Beichtstühle sowie Chorschranken aus der im Jahr 1910 zu Gunsten des neobarocken Gebäudes der Sparkasse Aachen abgebrochenen Aachener Elisabethspitalkirche (Gasthaus am Radermarkt, gegründet 1336), die sich am Münsterplatz befand. Das Altargemälde zeigt eine Kreuzigungsszene, die sich gestalterisch an das Altarbild des Malers Hans von Aachen in der Kreuzkapelle der Münchener St. Michaelskirche anlehnt. Der aus Tarnau in Oberschlesien stammende Maler Alfred Gottwald (1893–1971), der auch in der Missionshauskirche (St. Wendel) zahlreiche Gemälde fertigte, schuf für den Hochaltar Wechselbilder zu den Themen: Geburt Christi, Christkönig sowie Mariä Himmelfahrt.
Die bei Restaurierungsarbeiten nach 1945 vorgenommene Ausmalung ist ein Werk des Kunstmalers Feltes (Saarlouis). Die Reliefs an der Kuppeldecke stammen von Corbinian Hasslinger (Gersweiler, verstorben 1954).

## Orgel

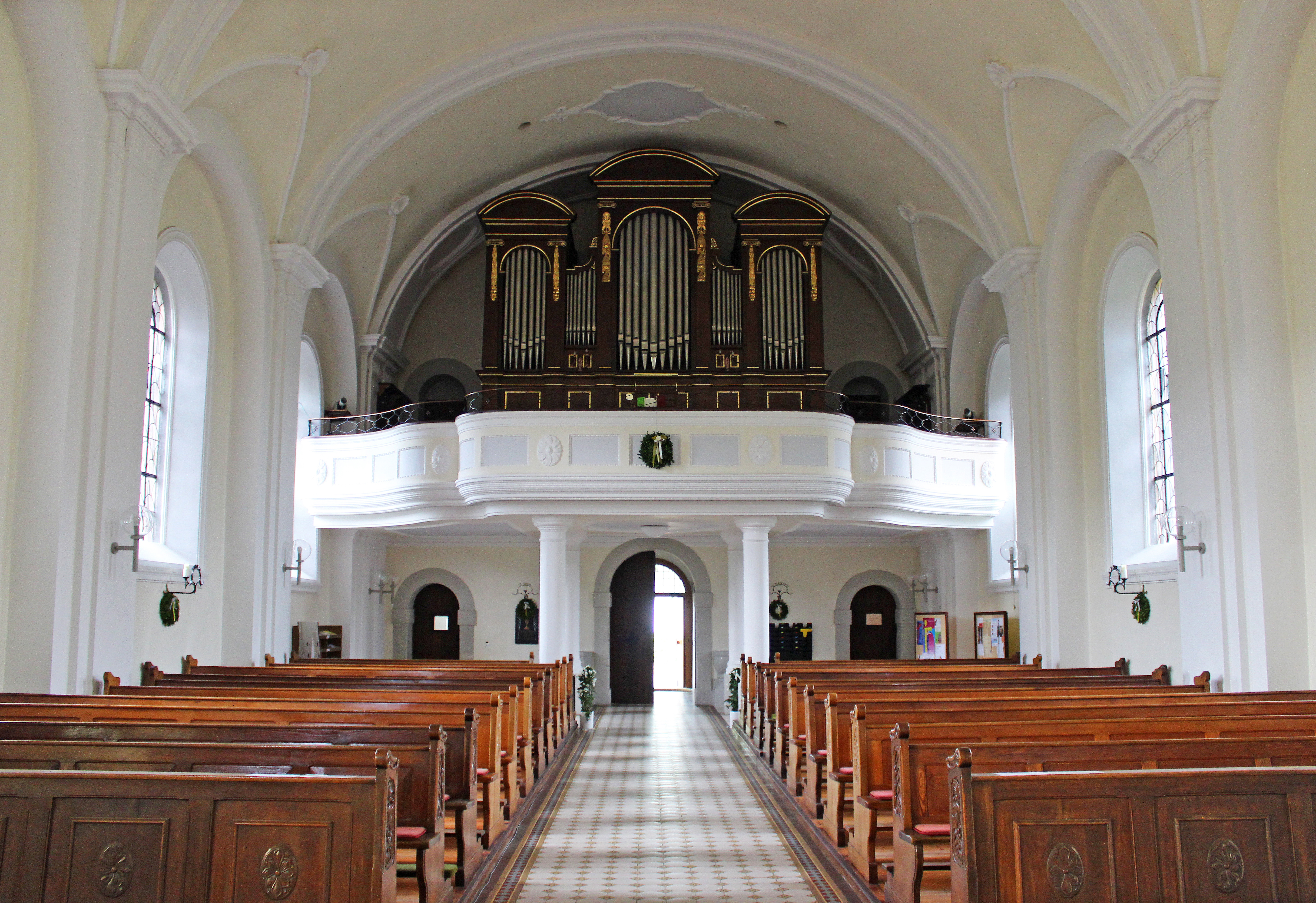
Blick zur Orgelempore

Die Orgel der Kirche wurde im Jahr 1926 gekauft. Es handelt sich um ein Instrument der Orgelbaufirma Haerpfer & Erman (Bolchen in Lothringen) und wurde im Jahr 1872 hergestellt. Laut einer anderen Quelle war das Baujahr der Orgel 1898.
Im Jahr 1972 erfolgte ein Umbau durch die Firma Hugo Mayer (Heusweiler), die weitgehend einem Neubau gleichkam. Dabei erhielt das Hauptwerk eine neue mechanische Schleiflade, während Pedal und Schwellwerk die Kegelladen von Dalstein & Haerpfer (Bolchen in Lothringen) behielten. Das Pfeifenwerk wurde einer weitgehenden Erneuerung unterzogen und die Disposition erhielt eine Anpassung an die Gepflogenheit der Zeit. Außerdem wurde durch die Firma Mayer ein neuer Spieltisch mit elektrischer Registertraktur und modernen Spielhilfen gebaut, wobei die Koppeln mechanisch belassen wurden, so dass keine Einbindung in die freien Kombinationen erfolgt. Das Instrument verfügt über 23 Register, verteilt auf zwei Manuale und Pedal. Die Disposition lautet wie folgt:
| I Hauptwerk C–g3 |                   |       |
| 1.               | Bourdon           | 16′   |
| 2.               | Prinzipal         | 08′   |
| 3.               | Hohlflöte         | 08′   |
| 4.               | Gamba             | 08′   |
| 5.               | Oktave            | 04′   |
| 6.               | Flöte             | 04′   |
| 7.               | Nasard            | 2 ⁄3′ |
| 8.               | Doublette         | 02′   |
| 9.               | Mixtur III-IV     | 1 ⁄3′ |
| 10.              | Cornett V (ab g0) | 08′   |
| 11.              | Trompete          | 08′   |
| 12.              | Clarine           | 04′   |

| II Schwellwerk C–g3 |                  |      |
| 13.                 | Lieblich Gedackt | 8′   |
| 14.                 | Salizional       | 8′   |
| 15.                 | Prinzipal        | 4′   |
| 16.                 | Waldflöte        | 2′   |
| 17.                 | Zimbel II        | 1⁄2′ |
| 18.                 | Fagottoboe       | 8′   |
|                     | Tremulant        |      |

| Pedal C–f1 |              |     |
| 19.        | Subbaß       | 16′ |
| 20.        | Prinzipalbaß | 08′ |
| 21.        | Cello        | 08′ |
| 22.        | Choralbaß    | 04′ |
| 23.        | Fagott       | 16′ |

- Koppeln: II/I, I/P, II/P als Tritte
- Spielhilfen: 2 freie Kombinationen , abstellbare Walze, Tutti, Zungeneinzelabsteller

## Glocken
Im Jahr 1954 goss die Glockengießerei Otto (Saarlouis) in Saarlouis-Fraulautern, die von Karl (III) Otto von der Glockengießerei Otto in Bremen-Hemelingen und dem Saarländer Alois Riewer 1953 gegründet worden war, für die    Kirche in Siersburg vier Bronzeglocken. So hängt heute im Turm der Kirche ein aus vier bronzenen Glocken bestehendes Geläut:
| Nr. | Ton  | Gewicht (kg) | Gießer, Gussort | Gussjahr |
| 1   | cis′ | 2000         | Otto, Saarlouis | 1954     |
| 2   | dis′ | 1400         | Otto, Saarlouis | 1954     |
| 3   | fis′ | 800          | Otto, Saarlouis | 1954     |
| 4   | gis′ | 600          | Otto, Saarlouis | 1954     |

## Pfarrer
In der Pfarrei wirkten bisher folgende Pfarrer:
- 1569: Adamus von Trier
- 1657: Hubert Klein
- 1701: Nikolaus Loser
- 1701–1719: Bernhard Bauer
- 1743–1758: Andreas Krapf
- 1758–1786: Johann Franz Motte
- 1786–1787: Dominikus Thyrion
- 1787–1791: Leo Donatus Schreiber
- 1791–1792: F. L. Baur
- 1792           Nikolaus Bicking
- 1792–ca. 1793 Matthias Kiefer
- 1796–1797: Nicolas Custer
- 1804–1815: Nikolaus Schultes
- 1816–1848: Johann Hemmer
- 1848–1857: Hubert Hoffmann
- 1857–1859: Peter Josef Lönartz
- 1863–1892: Ägidius Maria Scherer
- 1893–1904: Johann Esselen
- 1904–1957: Michael Held
- 1957–1982: Josef Jung
- 1983–1988: Herbert Spaniol
- 1989–2005: Albert Dörrenbecher
- 2005–2008: Jan Tadeusz Morawiec
- seit 2010: Ingo Flach[20]